# Gryllinae
Sous-famille
Les Gryllinae sont une sous-famille d'insectes orthoptères de la famille des Gryllidae.
Elle forme un groupe avec les Gryllomiminae Gorochov 1986, les Gryllomorphinae Saussure 1877, les Itarinae Chopard 1932, les Landrevinae Gorochov 1982, les Sclerogryllinae Gorochov 1985 et les †Gryllospeculinae Gorochov 1985.

## Liste des tribus et genres
Selon Orthoptera Species File (26 mars 2010) :
Cephalogryllini Otte & Alexander 1983
- Apterogryllus Saussure, 1877
- Cephalogryllus Chopard, 1925
- Daintria Otte, 1994
- Notosciobia Chopard, 1915

Cophogryllini Ichikawa, Murai & Honda 2000
- Cophogryllus Saussure, 1877
- Goniogryllus Chopard, 1936
- Parasongella Otte, 1987

Gryllini Laicharting 1781
- Abmisha Otte, 1987
- Acanthogryllus Saussure, 1877
- Acanthoplistus Saussure, 1877
- Acheta Fabricius, 1775
- Agryllus Gorochov, 1994
- Anurogryllus Saussure, 1877
- Apterosvercus Gorochov, 1992
- Clearidas Stål, 1876
- Conatrullus Gorochov, 2001
- Conoblemmus Adelung, 1910
- Conogryllus Gorochov, 2001
- Crynculus Gorochov, 1996
- Damaracheta Otte, 1987
- Depressogryllus Gorochov, 1988
- Doroshenkoa Gorochov, 2004
- Ganoblemmus Karsch, 1893
- Gialaia Gorochov, 1994
- Gryllodinus Bolívar, 1927
- Gryllus Linnaeus, 1758
- Gymnogryllus Saussure, 1877
- Hemitrullus Gorochov, 2001
- Holoblemmus Bolívar, 1925
- Kurtguentheria Gorochov, 1996
- Loxoblemmus Saussure, 1877
- Macrogryllus Saussure, 1877
- Megalogryllus Chopard, 1929
- Melanogryllus Chopard, 1961
- Mimicogryllus Gorochov, 1994
- Mitius Gorochov, 1985
- Natalogryllus Gorochov & Mostovski, 2008
- Phonarellus Gorochov, 1983
- Plebeiogryllus Randell, 1964
- Poliogryllus Gorochov, 1984
- Scapsipedoides Chopard, 1936
- Scapsipedus Saussure, 1877
- Sigagryllus Otte & Cade, 1984
- Sphecogryllus Chopard, 1933
- Squamigryllus Gorochov, 2001
- Svercus Gorochov, 1988
- Tarbinskiellus Gorochov, 1983
- Tartarogryllus Tarbinsky, 1940
- Teleogryllus Chopard, 1961
- Trullus Gorochov, 1999
- Tympanogryllus Gorochov, 2001
- Velarifictorus Randell, 1964
- Vietacheta Gorochov, 1992

Modicogryllini Otte & Alexander 1983
- Acophogryllus Gorochov, 1996
- Angolagryllus Otte, 1994
- Apedina Otte & Alexander, 1983
- Apterocryncus Gorochov, 1990
- Aritella Otte & Alexander, 1983
- Astrupia Otte, 1987
- Cyrtoprosopus Chopard, 1951
- Gryllodes Saussure, 1874
- Gryllopsis Chopard, 1928
- Lepidogryllus Otte & Alexander, 1983
- Modicogryllus Chopard, 1961
- Modicoides Otte & Cade, 1984
- Mombasina Otte, 1987
- Nimbagryllus Otte, 1987
- Pictorina Otte & Alexander, 1983
- Rufocephalus Otte & Alexander, 1983
- Svercacheta Gorochov, 1993
- Tugainus Gorochov, 1986
- Tumpalia Otte & Alexander, 1983

Sciobiini Randell 1964
- Sciobia Burmeister, 1838

Turanogryllini Otte, 1987
- Neogryllopsis Otte, 1983
- Podogryllus Karsch, 1893
- Turanogryllus Tarbinsky, 1940

tribu indéterminée
- Allogryllus Chopard, 1925
- Apiotarsus Saussure, 1877
- Brachytrupes Serville, 1838
- Callogryllus Sjöstedt, 1909
- Coiblemmus Chopard, 1936
- Comidoblemmus Storozhenko & Paik, 2009
- Cryncus Gorochov, 1983
- Geogryllus Otte & Perez-Gelabert, 2009
- Gryllita Hebard, 1935
- Gryllodeicus Chopard, 1939
- Grylloderes Bolívar, 1894
- Hispanogryllus Otte & Perez-Gelabert, 2009
- Itaropsis Chopard, 1925
- Jarawasia Koçak & Kemal, 2008
- Kazuemba de Mello, 1990
- Mayumbella Otte, 1987
- Meristoblemmus Jones & Chopard, 1936
- Miogryllus Saussure, 1877
- Nemobiodes Chopard, 1917
- Oediblemmus Saussure, 1898
- Oligachaeta Chopard, 1961
- Omogryllus Otte, 1987
- Paraloxoblemmus Karny, 1907
- Parasciobia Chopard, 1935
- Qingryllus Chen & Zheng, 1995
- Rubrogryllus Vickery, 1997
- Songella Otte, 1987
- Stephoblemmus Saussure, 1877
- Stilbogryllus Gorochov, 1983
- Svercoides Gorochov, 1990
- Taciturna Otte, 1987
- Thiernogryllus Roy, 1969
- Uluguria Otte, 1987

## Référence
- Laicharting, 1781 : Verzeichniß und Beschreibung der Tyroler-Insecten. I. Theil. Käferartige Insecten. I. Band.